# کلئوپاترا و انجمن معماران
کلئوپاترا و انجمن معماران (انگلیسی: Cleopatra and the Society of Architects) عنوان یک بازی رومیزی است که توسط برونو کاتالا و لودویک موبلانک در سال ۲۰۰۶ میلادی ساخته و توسط دیز آو ووندر منتشر گردید. طراحی بازی توسط سیریل دوژین و جولین دلوال انجام گرفته. نحوه روند بازی به صورت خلاصه به این ترتیب است که بازیکنان تلاش می‌کنند تا تبدیل به ثروتمندترین معمار ساختمانی گردند که می‌تواند در کاخ کلئوپاترا سکونت نماید و بدین وسیله از برخی مزیت‌ها برخوردار گردد.